# Garbiñe Muguruza
Garbiñe Muguruza Blanco (tiếng Tây Ban Nha: [ɡarˈβiɲe muɣuˈɾuθa], sinh ngày 8 tháng 10 năm 1993 tại Caracas, Venezuela) là một nữ vận động viên quần vợt người Tây Ban Nha. Tính tới thời điểm hiện tại, cô đã có 2 danh hiệu Grand Slam, trong đó có chức vô địch Pháp mở rộng 2016 khi đánh bại Serena Williams và Wimbledon 2017 khi đánh bại Venus Williams, trở thành tay vợt đầu tiên trong lịch sử giành chiến thắng trước cả hai chị em nhà Williams trong chung kết Grand Slam. Cô cũng từng giữ vị trí số 1 thế giới trong 4 tuần vào cuối năm 2017.
Với lối chơi đánh bóng bền cuối sân và những pha tấn công mạnh mẽ, Muguruza sớm gây chú ý khi vào tới vòng 4 Giải quần vợt Úc mở rộng năm 2014 khi loại hạt giống Caroline Wozniacki. Cùng năm đó, cô cũng loại hạt giống số 1 Serena Williams trên đường vào tứ kết Roland Garros. Tới năm 2015, cô giành danh hiệu đầu tiên với Giải Trung Quốc mở rộng và vào chung kết Grand Slam lần đầu tiên ở Wimbledon. Tại giải WTA Finals cuối năm, cô toàn thắng vòng bảng trước khi thua cuộc ở bán kết trước nhà vô địch của giải đấu sau đó, Agnieszka Radwańska.
Muguruza cũng khá thành công ở nội dung đôi nữ, khi từng về á quân tại WTA Finals năm 2015 và bán kết Pháp mở rộng 2014. Cô cũng có 5 danh hiệu cùng đồng hương, Carla Suárez Navarro.

## Thời thơ ấu
Garbiñe Muguruza sinh ra ở Caracas, Venezuela, vào ngày 8 tháng 10 năm 1993, có mẹ là người Venezuela, Scarlet Blanco và một người cha xứ Basque, ông Jose Antonio Muguruza. Cô có hai anh trai tên là Asier và Igor, và có hai quốc tịch Tây Ban Nha - Venezuela. Muguruza bắt đầu chơi tennis từ năm 3 tuổi. Sau khi chuyển đến Tây Ban Nha cùng gia đình khi cô lên 6 tuổi, Muguruza bắt đầu tập luyện tại Học viện quần vợt Bruguera gần Barcelona.

## Sự nghiệp

### 2012-2013: Những năm đầu trong sự nghiệp
Sau khi cô lên chuyên nghiệp vào ngày 2 tháng 3 năm 2012, Muguruza đã được đặt cách tham dự Miami Open, giải đấu chính thức của WTA đầu tiên của cô. Tại đây, cô đã làm thất vọng cựu số 2 thế giới, Vera Zvonareva, và cựu số 10 thế giới, Flavia Pennetta, trước khi bị loại ở vòng 16 trước Agnieszka Radwańska.
Tại US Open 2012, Muguruza lần đầu tiên tham gia bốc thăm Grand Slam sau khi một số tay vợt xin rút lui. Tại vòng 1, cô đã thua ba set trước hạt giống số 10 Sara Errani.
Tại Úc mở rộng 2013, Muguruza lọt vào vòng 2 sau khi đối thủ của cô rút lui mà không rõ lý do, sau đó cô đã thua Serena Williams ở vòng hai.
Tại BNP Paribas Open 2013, Muguruza đủ điều kiện tham dự vòng bảng và sau đó tiến đến vòng 1/16, nơi cô thua trước Angelique Kerber. Sau đó, cô đã được đặt cách tham dự buổi lễ rút thăm Miami Open một lần nữa khi cô có kết quả tốt ở năm ngoái, cô thắng Kateřina Siniaková, hạt giống thứ 23 Anastasia Pavlyuchenkova và hạt giống số chín Caroline Wozniacki trên đường đến vòng 1/16 nơi cô thua hạt giống thứ năm Li Na.
Sau Giải vô địch Wimbledon, Muguruza đã trải qua một cuộc phẫu thuật mắt cá chân phải và bỏ lỡ phần còn lại của mùa giải. Cô kết thúc năm đó với thứ hạng thứ 63 thế giới ở nội dung đơn và thứ 153 ở nội dung đôi.

### 2014: Danh hiệu WTA đầu tiên

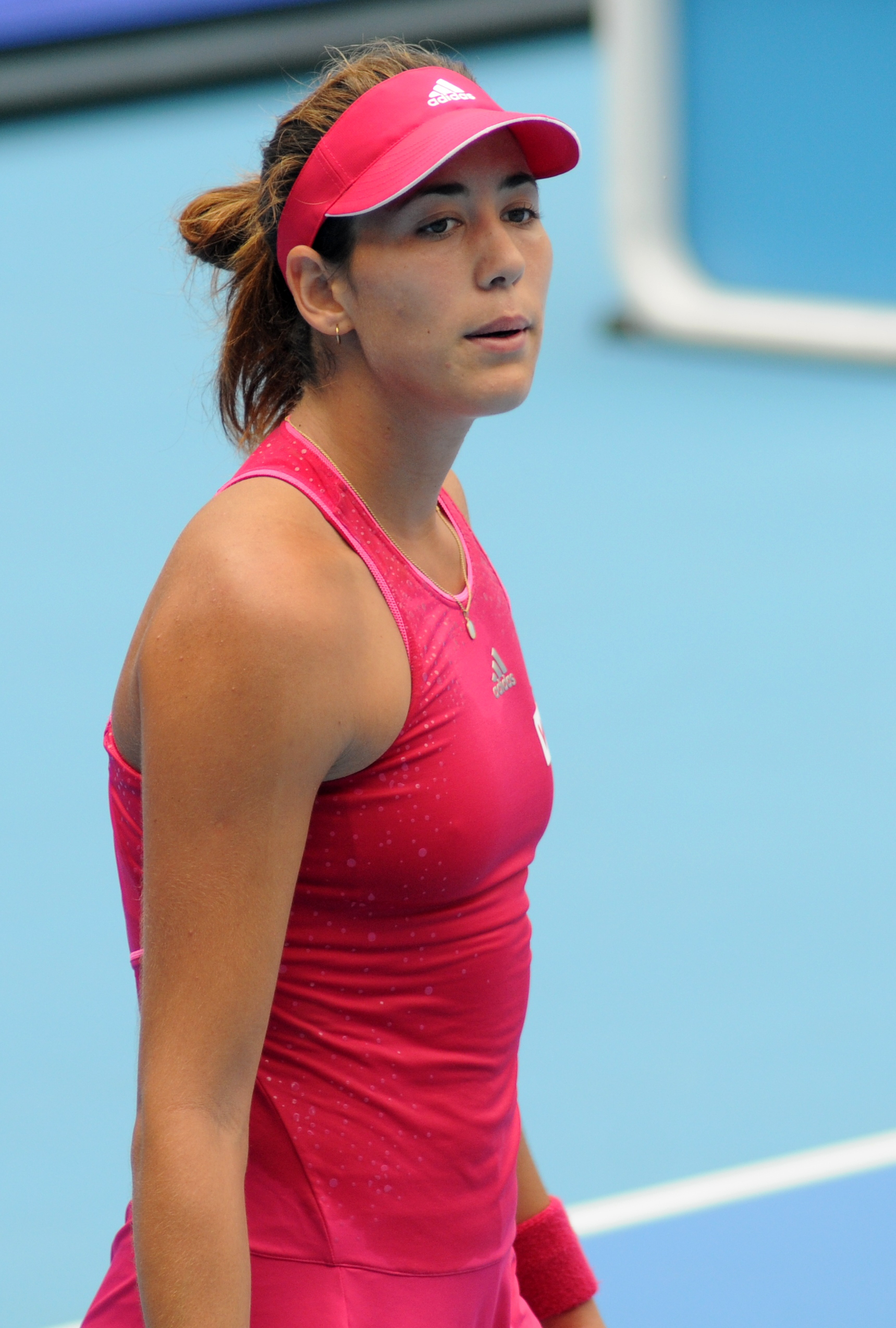
Garbiñe Muguruza thi đấu tại Trung Quốc Mở rộng 2014.

Muguruza bắt đầu mùa giải 2014 khi lọt vào tứ kết tại Auckland Open, nơi cô thua cựu số 1 thế giới và á quân Venus Williams. Tuần tiếp theo, Muguruza cuối cùng đã giành được danh hiệu WTA đầu tiên của cô tại Hobart International sau khi đánh bại Klára Zakopalová trong trận chung kết.
Tại Úc Mở rộng, Muguruza đã có một trận đấu rất căng thẳng để hạ gục hạt giống số 10 Caroline Wozniacki trong ba set để lần đầu tiên lọt vào vòng bốn trước khi cô thua hạt giống thứ năm Agnieszka Radwańska. Cô và Arantxa Parra Santonja cũng lọt vào vòng hai của nội dung đánh đôi, họ thua hạt giống số 8, Raquel Kops-Jones và Abigail Spears.
Sau thất bại ba set trước Kimiko Date-Krumm ở vòng đầu tiên của giải Thái Lan mở rộng, Muguruza đã lọt vào trận chung kết đơn thứ hai trong năm tại Giải quần vợt Brasil, nơi cô thua trong ba set trước Klára Zakopalová mặc dù đã thắng một set. Muguruza sau đó đã thua ở vòng hai giải Indian Wells Masters và Miami Open sau khi vượt qua vòng mở màn.
Muguruza trở lại sau thất bại tại vòng đầu tiên của mình tại giải Monterrey Open bằng cách lọt vào bán kết giải Grand Prix Marrakech, nơi cô thua María Teresa Torró Flor. Tuy nhiên, cô và Romina Oprandi đã giành chiến thắng trong nội dung đánh đôi sau khi đánh bại Katarzyna Piter và Maryna Zanevska trong trận chung kết sau ba set. Tại Madrid Open, Muguruza thua ở vòng hai trước cựu vô địch US Open Samantha Stosur nhưng đã lọt vào trận chung kết của nội dung đánh đôi cùng với Carla Suárez Navarro, nơi họ thua trước Sara Errani và Roberta Vinci.
Sau thất bại ở vòng hai trước cựu vô địch Pháp mở rộng Francesca Schiavone tại giải Ý mở rộng, Muguruza tiến vào tứ kết giải đấu lớn đầu tiên của cô là tại Pháp Mở rộng, cô đã đối đầu với tay vợt số 1 thế giới và đương kim vô địch Serena Williams, cô đã bị đánh bại. Muguruza cũng lọt vào bán kết của nội dung đánh đôi cùng với Suárez Navarro, nơi họ thua ba set trước hạt giống số 1 Peng Shuai và Hsieh Su-wei. Nhờ màn trình diễn rất ấn tượng của cô tại nội dung này, Muguruza đạt được thứ hạng cao trong sự nghiệp và tăng gấp đôi thứ hạng thế giới lần lượt là 27 và 36.
Muguruza bắt đầu mùa giải sân cỏ của mình tại Giải vô địch sân cỏ Rosmalen nơi cô lọt vào tứ kết trước khi thua tay vợt Mỹ Coco Vandeweghe sau khi dẫn 5-2 trong set mở màn. Tại Giải vô địch Wimbledon, Muguruza là hạt giống thứ 27 nhưng đã bị Vandeweghe đánh bại ngay vòng đầu tiên trong ba set. Cô là hạt giống thứ mười sáu trong nội dung đánh đôi với Carla Suárez Navarro, Muguruza và đồng đội của cô đã đánh bại Ajla Tomljanović - Christina McHale và Monica Niculescu - Klára Koukalová để lọt vào vòng ba nơi họ thua trước Andrea Petkovic và Magdaléna Rybáriková.
Muguruza bắt đầu mùa giải sân cứng ở Bắc Mỹ tại Stanford Classic. Cô đánh bại hạt giống thứ sáu và đương kim vô địch Dominika Cibulková, trong ba set và tay vợt người Slovakia Daniela Hantuchová để lọt vào tứ kết, nơi cô thua trước hạt giống thứ ba Angelique Kerber. Cô là hạt giống thứ ba trong nội dung đánh đôi cùng với Carla Suárez Navarro, cặp đôi đã đánh bại Eva Hrdinová và Andreja Klepač, Caroline Garcia và Zhang Shuai và hạt giống thứ hai, Anastasia Rodionova và Alla Kudryavtseva để đến trận chung kết nơi họ đánh bại Paula Kania và Kate để giành danh hiệu. Tại Canada Open tuần sau đó, Muguruza đã vượt qua vòng loại sau khi đánh bại tay vợt người Canada Stéphanie Dubois ở vòng đầu tiên trước khi thua hạt giống thứ tư Maria Sharapova. Trong trận đấu đôi, Muguruza và Suárez Navarro đã tiến vào vòng hai nơi họ thua hạt giống thứ hai, Hsieh Su-wei và Peng Shuai. Tại giải Cincinnati Masters, Muguruza đã thua ở vòng đầu tiên trước tay vợt Đức Annika Beck nhưng đã lọt vào tứ kết cùng với Suárez Navarro trước khi thua Kimiko Date-Krumm và Andrea Hlaváčková. Tại Connecticut Open, Muguruza đánh bại hạt giống số bảy Sara Errani trước khi đánh bại Peng Shuai để lọt vào tứ kết, nơi cô thua trong ba set trước tay vợt người Ý Camila Giorgi. Cô và Suárez Navarro cũng thua Marina Erakovic và Arantxa Parra Santonja trong vòng đầu tiên của nội dung đánh đôi. Giải đấu tiếp theo của Muguruza là US Open, nơi cô thi đấu với tư cách hạt giống thứ 25. Tuy nhiên, cô đã bị loại ngay vòng 1 trước Mirjana Lučić-Baroni. Cô và Suarez Navarro cũng lọt vào vòng thứ ba ở đánh đôi, đánh bại Alizé Cornet - Kirsten Flipkens và Marina Erakovic - Arantxa Parra Santonja trước khi thua hai chị em nhà Williams.
Muguruza bắt đầu tour châu Á bằng cách thi đấu tại Pan Pacific Open. Cô đã đánh bại Anastasia Pavlyuchenkova, hạt giống thứ 4 Jelena Janković và Casey Dellacqua trên đường đến bán kết, nơi cô thua ba set trước hạt giống thứ hai Caroline Wozniacki. Muguruza cũng lọt vào trận chung kết của nội dung đánh đôi với Carla Suárez Navarro, họ đánh bại Pavlyuchenkova và Lucie afářová, Jarmila Gajdošová - Arina Rodionova và hạt giống thứ hai Raquel Kops Jones - Abigail Spears Mirza. Muguruza tiếp tục thi đấu tại Vũ Hán mở rộng, nơi cô lọt vào vòng ba của giải đấu, cô lần lượt đánh bại María Teresa Torró Flor và số 2 thế giới Simona Halep và vòng thứ hai của nội dung đôi với Suárez Navarro sau khi đánh bại Torró Flor và Sílvia Soler Espinosa ở vòng đầu tiên nhưng cuối cùng đã buộc phải rút lui khỏi giải đấu do viêm dạ dày. Tại Trung Quốc mở rộng vào tuần sau, Muguruza đã phải chịu một trận thua ở vòng ba trước cho Nikolina Makarova nhưng đã lọt vào tứ kết của nội dunh đánh đôi cùng với Suárez Navarro.
Giải đấu cuối cùng trong năm của Muguruza là giải đấu kết thúc mùa giải ở Sofia, Bulgaria. Mặc dù bất bại trong vòng đấu loại trực tiếp với chiến thắng trước Nikolina Makarova, hạt giống thứ ba Flavia Pennetta và hạt giống số 6 Alizé Cornet. Muguruza đã thua nhà vô địch Andrea Petkovic ở bán kết. Muguruza kết thúc năm 2014 khi được xếp hạng cao của sự nghiệp khi đứng ở vị trí thứ 21 thế giới ở đơn và thứ 16 ở đôi.

### 2015: Chung kết Grand Slam đầu tiên
Giải đấu đầu tiên trong năm 2015 của Muguruza là Brisbane International nhưng cô đã buộc phải rút lui khỏi giải đấu này vì chấn thương mắt cá chân. Tuần sau, Muguruza quyết định không bảo vệ danh hiệu của mình tại Hobart International và thi đấu tại Sydney International, nơi cô vào tứ kết, đánh bại Agnieszka Radwańska lần đầu tiên trong sự nghiệp. Tại Úc Mở rộng, cô đã tiến vào vòng thứ tư trong năm thứ hai liên tiếp với các chiến thắng trước Marina Erakovic, Daniela Hantuchová và Timea Bacsinszky trước khi thất bại nhà đương kim vô địch Serena Williams trong ba set.
Muguruza chiến thắng cả hai đồng đội đánh đôi của mình tại Fed Cup World Group II, đánh bại Irina-Camelia Begu và tay vợt số 3 thế giới, Simona Halep nhưng Muguruza để thua trước Anabel Medina Garrigues. Tại Giải vô địch quần vợt Dubai, Muguruza đã lọt vào bán kết Premier 5 đầu tiên của mình ở nội dung đơn, đánh bại Jarmila Gajdošová, hạt giống thứ mười hai Jelena Janković, hạt giống thứ năm Agnieszka Radwańska, hạt giống số 13 Carla Suárez Navarro và hạt giống thứ ba Karolína Plíšková trong ba set. Cô cũng lọt vào trận chung kết đôi cùng với Suárez Navarro.
Vào tháng 3, Muguruza đã thua Karolina Plíšková trong vòng thứ ba của Indian Wells Masters sau chiến thắng vòng hai trước tay vợt Mỹ Irina Falconi. Mặc dù vậy, cô đã vươn lên vị trí thứ 19 thế giới sau giải đấu này. Một hai tuần sau, Muguruza lọt vào vòng ba Miami Open sau khi đánh bại Sesil Karatantcheva nhưng thua hạt giống số 11 Sara Errani sau khi giành chiến thắng ở set đầu tiên.
Muguruza lọt vào vòng thứ hai trong ba giải đấu sân đất nện mà cô thi đấu để chuẩn bị cho Pháp Mở rộng. Cô đã thua hạt giống thứ hai Simona Halep ở Stuttgart, Kristina Mladenovic ở Marrakech và vào chung kết đối đầu với Einil Kuznetsova ở Madrid. Muguruza và Suárez Navarro cũng lọt vào trận chung kết đôi sau đó trong năm thứ hai liên tiếp nhưng cặp đôi đã thua trong ba set trước Casey Dellacqua và Yaroslava Shvedova. Mặc dù không giành chiến thắng trong các trận đấu trở lại kể từ tháng 2, Muguruza đã lọt vào tứ kết Pháp Mở rộng thứ hai liên tiếp, đánh bại Angelique Kerber và Flavia Pennetta, trước khi thua á quân Lucie Šafářová.
Muguruza có một khởi đầu nghèo nàn cho mùa giải trên sân cỏ, cô thua ở vòng đầu tiên của Birmingham Classic và vòng thứ ba của Eastbourne International sau khi bị loại vòng đầu tiên. Tuy nhiên, cô và Suárez Navarro đã giành được chức vô địch đôi sân cỏ đầu tiên của họ ở Birmingham, đánh bại Andrea Hlaváčková và Lucie Hradecká trong trận chung kết. Tại Giải vô địch Wimbledon, Muguruza đã đánh bại hạt giống số 10 Kerber ở vòng thứ ba, hạt giống số 5 Caroline Wozniacki ở vòng bốn, hạt giống số 15 Timea Bacsinszky ở tứ kết và hạt giống số 13 Agnieszka Radwańska vào bán kết. Tại trận chung kết, cô đã thi đấu với tay vợt số 1 thế giới, Serena Williams và cô đã không thể làm nên bất ngờ. Sau giải đấu, Muguruza lần đầu tiên lọt vào top 10, tiến lên vị trí thứ 9 thế giới trong bảng xếp hạng WTA.
Trong loạt giải đấu chuẩn bị cho US Open, Muguruza không gặt hái được nhiều thành công. Tại US Open, cô đã giành chiến thắng đầu tiên tại giải đấu khi đánh bại Carina Witthöft của Đức ở vòng đầu tiên. Tuy nhiên, cô đã thua Johanna Konta ở vòng tiếp theo sau ba set, trận đấu có tổng thời gian là 3 giờ 23 phút, đây là trận đấu đơn nữ dài nhất trong lịch sử giải đấu kể từ năm 1970.
Muguruza khởi động tour châu Á tại Pan Pacific Open, nơi cô tiến đến tứ kết sau khi đánh bại Barbora Strýcová trước khi thua Belinda Bencic. Tại Vũ Hán mở rộng, Muguruza vào tứ kết thứ hai liên tiếp của cô tại giải đấu sau khi loại Sloane Stephens và Ana Ivanovic. Sau đó, cô tiếp tục đánh bại những Anna Karolina Schmiedlova và Kerber để lọt vào trận chung kết nơi cô phải đối mặt với Venus Williams nhưng bị buộc phải bỏ cuộc ở set thứ hai với chấn thương mắt cá chân. Muguruza đã lần đầu tiên lọt vào Top 5 trong sự nghiệp sau khi kết thúc giải đấu. Tại Trung Quốc Mở rộng, Muguruza đã đánh bại Irina Falconi, vượt qua Mirjana Lučić-Baroni để tiến vào tứ kết. Với chiến thắng, Muguruza lần đầu tiên đủ điều kiện tham dự WTA Final. Cô là tay vợt người Tây Ban Nha đầu tiên thi đấu tại giải đấu danh giá này kể từ Arantxa Sánchez Vicario năm 2001. Sau đó, cô đánh bại Bethanie Mattek-Sands và Radwańska để tiến vào trận chung kết đầu tiên của cô. Với chiến thắng bán kết trước Radwańska, Muguruza đạt đến đỉnh cao sự nghiệp khi lên vị trí thứ 4. Cô tiếp tục đánh bại Bacsinszky để giành danh hiệu Premier Mandatory lần đầu tiên và là danh hiệu lớn nhất trong sự nghiệp của cô.
Muguruza sau đó tới Singapore để tham dự WTA Final, nơi cô đã bất bại trong trận đấu vòng bảng khi lần lượt đánh bại Petra Kvitová, Angelique Kerber và Lucie Afářová. Sau đó, cô thua Agnieszka Radwańska trong trận bán kết. Muguruza cũng thi đấu đôi tại Singapore, nơi cô và tay vợt đồng hương Carla Suárez Navarro lọt vào trận chung kết. Tuy nhiên, họ đã thua hạt giống số 1 Martina Hingis và Sania Mirza.

### 2016: Vô địch Pháp mở rộng và vị trí số 2 thế giới

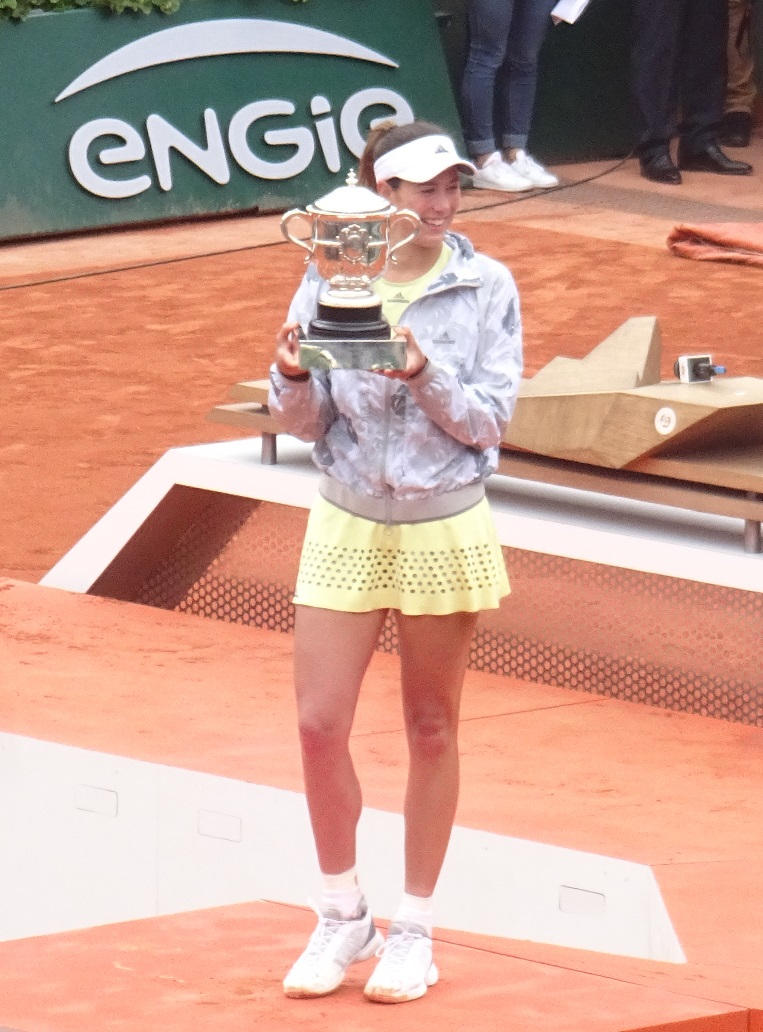
Muguruza nâng cao danh hiệu Pháp Mở rộng 2016

Muguruza bắt đầu năm 2016 của mình tại Brisbane International khi cô đã phải nghỉ thi đấu trong trận đấu đầu tiên của giải đấu do viêm cân gan chân. Giải đấu tiếp theo của cô là Úc mở rộng, nơi cô vào vòng ba với chiến thắng liên tiếp trước Anett Kontaveit và Kirsten Flipkens, nhưng thất bại trước Barbora Strýcová. Tại Fed Cup, Muguruza đã giúp đội tuyển Tây Ban Nha giành chiến thắng trước đội tuyển Serbia sau khi cô đánh bại Ivana Jorović và Jelena Janković.
Tại Giải vô địch quần vợt Dubai, Muguruza phải chịu một trận thua sớm khi cô gặp Elina Svitolina. Giải đấu tiếp theo của cô là Qatar Open, nơi cô lọt vào tứ kết đầu tiên của năm, cô đánh bại Nao Hibino và Tímea Babos, nhưng sau đó thua Andrea Petkovic sau ba set. Tiếp theo sau đó, cô thi đấu tại Indian Wells Open, nơi cô thua trong trận mở màn trước Christina McHale sau khi thắng set đầu tiên. Tại Miami Open, cô đã suýt bị đánh bại trong trận mở màn trước Dominika Cibulkova nhưng vẫn giành chiến thắng trong set cuối cùng. Cô lọt vào vòng thứ tư nhưng thua Victoria Azarenka trong hai lần bẻ giao bóng.
Cô đã khởi động mùa giải sân đất nện bằng cách tham dự Fed Cup với Italia. Cô giành chiến thắng trước Francesca Schiavone và Roberta Vinci, để giúp Tây Ban Nha gia nhập World Group vào năm tới. Sau đó, cô thi đấu ở Stuttgart Open. Cô lọt vào tứ kết thứ hai của mùa giải, nơi cô thua Petra Kvitová. Tại Madrid Open, cô đã thua ở vòng hai trước Irina-Camelia Begu. Sau đó, cô tiếp tục lọt vào bán kết WTA đầu tiên của mùa giải ở Rome, sau khi đánh bại Timea Bacsinszky ở tứ kết, nhưng thua Madison Keys tại bán kết.
Tại Pháp Mở rộng, Muguruza bất ngờ giành được danh hiệu lớn đầu tiên của mình. Cô đã thua set đầu tiên trước Anna Karolina Schmiedlova trong trận đấu vòng một của mình nhưng cô đã ngược dòng chiến thắng sau ba set. Sau đó, cô dễ dàng lọt vào trận chung kết lớn thứ hai mà không thua một set nào trong năm trận tiếp theo, bao gồm chiến thắng trước cựu vô địch Svetlana Kuznetsova ở vòng bốn, tứ kết trước Shelby Rogers và cựu á quân Sam Stosur ở bán kết. Trong trận chung kết, cô phải đối mặt với tay vợt số 1 thế giới Serena Williams, trong trận tái đấu chung kết Wimbledon năm trước, và cô đã giành danh hiệu Grand Slam đầu tiên của mình. Với danh hiệu này, cô đã vươn lên vị trí số 2 trên bảng xếp hạng WTA ngày 6 tháng 6 năm 2016. Cô cũng là nữ tay vợt Tây Ban Nha đầu tiên giành được một danh hiệu lớn kể từ Arantxa Sánchez Vicario vào năm 1998. Với chiến thắng, Muguruza trở thành tay vợt thứ hai sinh ra trong thập niên 1990 đã giành được một danh hiệu Grand Slam sau khi Petra Kvitová lần đầu tiên làm được điều đó tại Giải vô địch Wimbledon 2011.
Muguruza bắt đầu mùa giải sân cỏ bằng cách thi đấu ở quê nhà tại giải Mallorca Open, nơi cô là hạt giống số 1. Tuy nhiên, cô đã để thua trước Kirsten Flipkens, đánh dấu giải đấu thứ ba trong năm mà cô để thua ngay trong trận đấu đầu tiên và trận thua thứ hai liên tiếp trước Flipkens trên mặt sân cỏ. Muguruza trở lại sân cỏ tại Wimbledon với tư cách là á quân. Mặc dù Muguruza đã giành chiến thắng trong trận mở màn của cô trước Camila Giorgi, cô đã nhanh chóng bị Jana Čepelová đánh bại ngay trong vòng hai. Không thể bảo vệ được chức vô địch của mình từ năm trước, Muguruza đã tụt xuống vị trí thứ 3 thế giới khi kết thúc giải đấu. Tại Thế vận hội Mùa hè 2016, Muguruza là một trong những tay vợt được kỳ vọng để giành chiến thắng trong nội dung quần vợt đơn nữ. Cô đã đánh bại Andreea Mitu của Romania và Nao Hibino của Nhật Bản để tiến vào vòng thứ ba. Tuy nhiên, cô đã bị đánh bại trước Monica Puig của Puerto Rico.
Muguruza cũng không có nhiều thành công trong loạt giải đấu chuẩn bị cho US Open. Tại US Open, cô thua vòng hai trước Anastasija Sevastova. Cô đã không thành công trong tour châu Á, với những trận thua sớm tại Pan Pacific Open ở Tokyo, Vũ Hán mở rộng ở Vũ Hán và Trung Quốc mở rộng ở Bắc Kinh. Thất bại ở Bắc Kinh là rất nặng nề, bởi vì Muguruza là đương kim vô địch, và do đó cô bị tụt hạng sau giải đấu. Tuy nhiên, cô vẫn đủ điều kiện tham dự WTA Final. Muguruza đã bị đánh bại ngay trong vòng loại, chiến thắng duy nhất của cô đến từ trận đấu ba set trước Svetlana Kuznetsova. Cô kết thúc mùa giải 2016 ở vị trí thứ 7.

### 2017: Vị trí số 1 thế giới
Muguruza bắt đầu mùa giải 2017 tại Brisbane International khi cô là hạt giống số 4. Cô đã đến trận bán kết sau khi giành chiến thắng ba set trước Sam Stosur và Daria Kasatkina, và một chiến thắng liên tiếp trước Svetlana Kuznetsova. Sau đó, cô đã rút lui khỏi trận đấu bán kết của mình đối với Alizé Cornet do chấn thương. Tại Úc mở rộng, Muguruza đã đánh bại Marina Erakovic, Samantha Crawford, Anastasija Sevastova và Sorana Cîrstea trên đường đến tứ kết đầu tiên của cô tại giải đấu. Sau đó, cô đã thua CoCo Vandeweghe.
Muguruza sau đó thi đấu tại tứ kết Fed Cup, nơi cô đánh bại Barbora Strycova trong ba set trước khi thua Karolina Pliskova. Tây Ban Nha cuối cùng đã thua 2-3. Cô đánh bại Çağla Büyükakçay tại Doha, trước khi chịu thua Zhang Shuai trong ba set. Sau đó, cô đã rút lui trong trận đấu đầu tiên của mình tại Dubai trước Kateryna Bondarenko do chấn thương. Tại Indian Wells, Muguruza tiến vào tứ kết, đánh bại Kirsten Flipkens, Kayla Day và Elina Svitolina. Sau đó, cô thua số 3 thế giới Karolina Pliskova, trong hai lượt tiebreaks. Tại Miami, cô lọt vào vòng thứ tư và bỏ cuộc trong trận đấu với Caroline Wozniacki sau khi thua set đầu tiên do bị ốm.
Muguruza có mở đầu tệ hại tại mùa giải đất nện, thua trong các trận mở màn của cô ở Stuttgart và Madrid trước Anett Kontaveit và Timea Bacsinszky. Cô đã trở lại Rome bằng cách lọt vào bán kết, trước khi cô phải bỏ cuộc trước Elina Svitolina trong set đầu tiên do chấn thương cổ. Muguruza bước vào Pháp mở rộng với tư cách là nhà đương kim vô địch, nơi cô lọt vào vòng bốn, để thua Kristina Mladenovic sau ba set. Trong trận đấu với Mladenovic, Muguruza cũng phải đối mặt với những vấn đề cực kỳ bất lợi, vì những hành động mắc lỗi không thể kiểm soát của cô không chỉ thua trước Mladenovic mà còn bởi đám đông. Khi cô rời tòa án và đang nhận được sự chỉ trích từ đám đông, cô được nhìn thấy lắc đầu và yêu cầu đám đông không được chỉ trích cô, vì họ muốn cô thua cuộc. Trong cuộc họp báo sau đó, khi được hỏi về áp lực mà cô phải chịu từ đám đông, cô bắt đầu khóc và phải rời khỏi buổi họp báo khoảng năm phút trước khi cô tiếp tục suy nghĩ về trận đấu. Điều này đã gây ra một phản ứng lớn trên các tờ báo thể thao Tây Ban Nha, với một số người đưa ra nhận xét rằng "Tòa án Suzanne Lenglen trông giống Stade de France hơn, và như thể có một trận bóng đá đang diễn ra chứ không phải một trận đấu quần vợt". Kể từ khi cô thất bại trong việc bảo vệ danh hiệu của mình, Muguruza bị loại khỏi top 10.
Trước Wimbledon, Muguruza đã bắt đầu mùa giải sân cỏ của mình tại Birmingham Classic, nơi cô đã đánh bại Elizaveta Kulichkova, Alison Riske và CoCo Vandeweghe trước khi thua ở bán kết trước Ashleigh Barty. Cô sau đó vào vòng hai tại Eastbourne International, thua Barbora Strycova.
Là hạt giống số 14, Muguruza lọt vào vòng bốn Wimbledon, đánh bại Ekaterina Alexandrova, Yanina Wickmayer và Sorana Cîrstea. Sau đó, cô phải đối mặt với á quân của năm trước và số 1 thế giới Angelique Kerber, cuối cùng cô cũng giành chiến thắng trong ba set. Sau đó, cô đã đánh bại hạt giống số 7, Svetlana Kuznetsova và sau đó là Magdaléna Rybáriková, xếp hạng 87 để tiến tới trận chung kết Wimbledon thứ hai của cô. Ở đó, cô đã đánh bại hạt giống số 10 Venus Williams, giành được danh hiệu lớn thứ hai và trở thành tay vợt đầu tiên đánh bại cả hai chị em Williams trong trận chung kết đơn.
Muguruza bắt đầu mùa giải sân cứng ở Stanford, đánh bại Kayla Day và Ana Konjuh trước khi thua ở trận bán kết trước Madison Keys. Cô tiếp tục đến Toronto cho Rogers Cup, và giành các chiến thắng trước Kirsten Flipkens và Ashleigh Barty. Muguruza thua ở tứ kết trước Elina Svitolina. Giải đấu tiếp theo của Muguruza là giải Tây và Nam mở rộng ở Cincinnati. Cô giành được hai chiến thắng trong ba set trước Madison Keys và Svetlana Kuznetsova để vào bán kết. Tại đây, cô phải đối mặt Karolina Plíšková. Muguruza lật ngược thế cờ và giành chiến thắng trong hai set. Trong trận chung kết, cô đã đối đầu với Simona Halep, chỉ mất 57 phút để giành lấy danh hiệu thứ năm trong sự nghiệp. Điều này cũng đánh dấu lần đầu tiên cô giành được nhiều danh hiệu trong một mùa.
Muguruza bước vào US Open với tư cách là ứng cử viên cho bảng xếp hạng WTA số 1. Cô đã đánh bại Rybáriková trong trận tái đấu bán kết Wimbledon để lần đầu tiên lọt vào vòng bốn giải Mỹ mở rộng, nơi cô thua Petra Kvitová. Mặc dù thua, Muguruza vẫn vươn lên vị trí số 1 sau khi cựu số 1 Karolína Plíšková thua CoCo Vandeweghe ở tứ kết, và trở thành tay vợt nữ thứ 24 đạt được thứ hạng cao này. Muguruza và Rafael Nadal đã đưa Tây Ban Nha thành quốc gia đầu tiên kể từ Hoa Kỳ vào 14 năm trước để đồng thời đứng đầu cả bảng xếp hạng ATP và WTA.
Tại Tokyo, cô đã thua Caroline Wozniacki trong trận bán kết, chỉ thắng hai trận. Sau đó, cô đã thua ở tứ kết giải Vũ Hán mở rộng trước Jeļena Ostapenko và nghỉ thi đấu ở vòng đầu tiên của giải Trung Quốc mở rộng trước Barbora Strýcová sau khi thua tám trong chín trận đầu tiên. Với việc Simona Halep tiến đến trận chung kết của sự kiện, Muguruza cuối cùng đã mất thứ hạng số 1. Ít lâu sau, cô được bầu chọn là Tay vợt xuất sắc nhất năm của WTA. Muguruza được xếp hạng hạt giống thứ hai tại WTA Final và được vào trong Nhóm đỏ cùng với Karolína Plíšková, Venus Williams và Jeļena Ostapenko. Cô đã giành chiến thắng đầu tiên của mình trước Ostapenko và Plíškova trong cả hai set. Muguruza sau đó đối mặt với Williams để giành một vị trí trong trận bán kết nhưng cuối cùng lại thua trong. Thất bại này đã chấm dứt cơ hội của Muguruza để giành thứ hạng số 1 cuối năm.

### 2018: Ra khỏi top 10

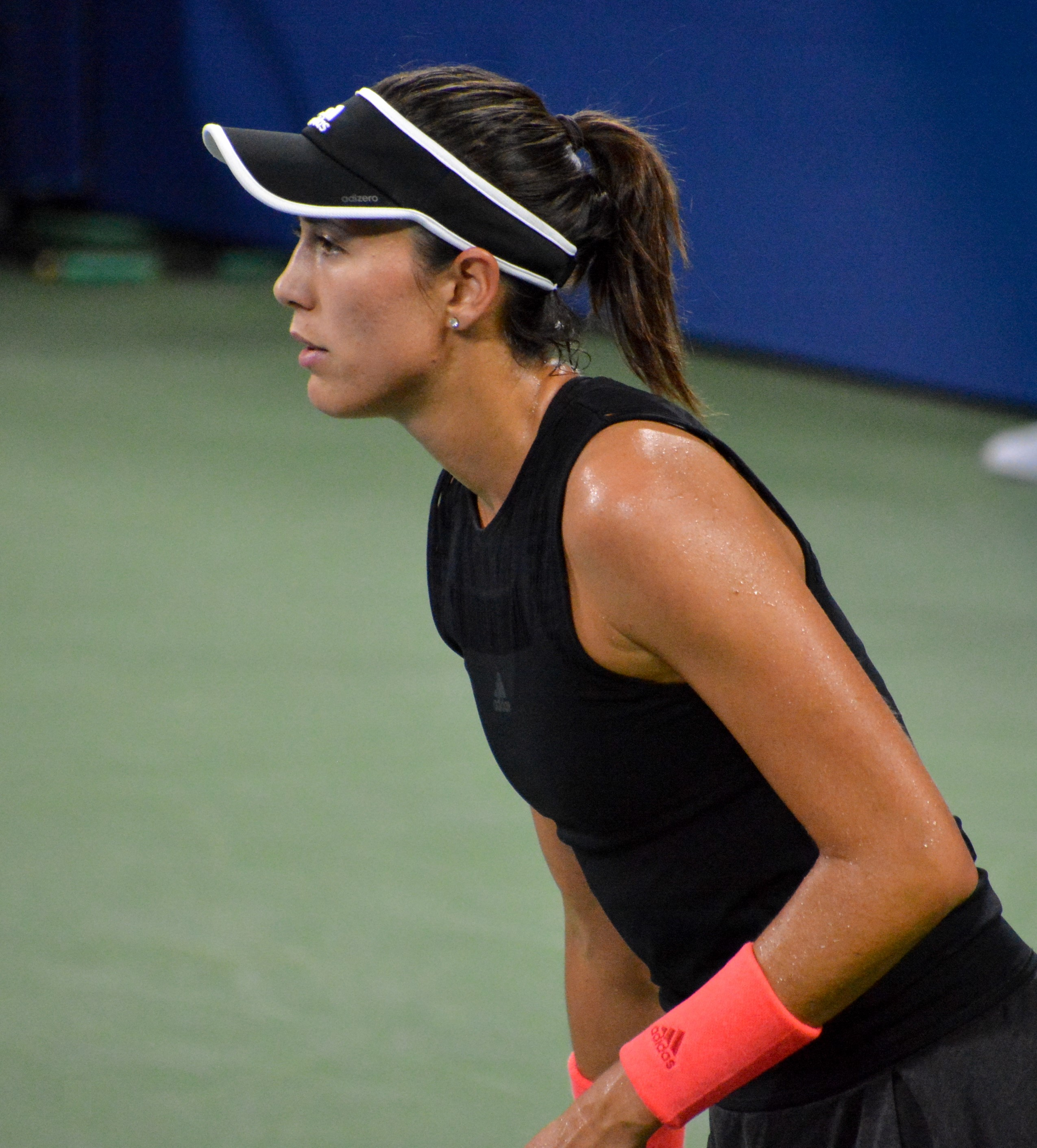
Muguruza thi đấu tại US Open 2018.

Muguruza bắt đầu mùa giải 2017 tại Brisbane International, nơi cô là hạt giống số một. Sau khi vượt qua vòng 1 bước vào vòng thứ hai, cô phải đối mặt với Aleksandra Krunić, nhưng cô buộc phải bỏ cuộc do bị chuột rút trong set thứ ba. Muguruza sau đó tham dự Sydney International, nơi cô một lần nữa là hạt giống hàng đầu. Sau khi đánh bại Kiki Bertens ở vòng hai, Muguruza đã rút lui khỏi giải đấu do tiếp tục gặp vấn đề về sức khỏe.
Tại Úc mở rộng, Muguruza là hạt giống thứ ba, và cũng đang tranh chấp thứ hạng số 1. Trong vòng đầu tiên, cô đã đánh bại đại diện của Pháp Jessika Ponchet. Ở vòng thứ hai, Muguruza đã bị thua sốc trước tay vợt số 88 thế giới Hsieh Su-wei.
Sau khi thua sớm tại Úc mở rộng, Muguruza nói rằng Conchita Martínez sẽ gia nhập vào đội đánh đôi của cô cho bốn giải đấu tiếp theo. Trong giải đấu đầu tiên trở lại với Martínez, Garbiñe đã lọt vào trận chung kết Qatar Open, giành chiến thắng trước Duan Yingying, Sorana Cirstea và Caroline Garcia. Sau đó, cô thua Petra Kvitová sau ba set. Muguruza sau đó thi đấu ở Dubai, nơi cô được hạt giống thứ hai. Sau khi vượt qua vòng đầu tiên, cô đã đánh bại CiCi Bellis và Caroline Garcia. Trong trận bán kết, Muguruza thua Daria Kasatkina sau ba set, mặc dù đã giữ ba điểm trận đấu trong set thứ hai.
Giải đấu tiếp theo của cô là Indian Wells. Ở vòng hai, cô đối đầu với Sachia Vickery, xếp thứ 100 trên thế giới. Muguruza dẫn đầu bởi một set và break đôi, nhưng cuối cùng bị khuất phục trong ba set. Tại Miami Open, cô lọt vào vòng thứ tư nơi cô thua Sloane Stephens. Sự kết thúc của giải đấu cũng đánh dấu sự hoàn thành mối quan hệ hợp tác tạm thời của Muguruza với Martínez. Cuối mùa xuân năm đó, cô đã giành chức vô địch ở Monterrey, Mexico khi đánh bại Timea Babos sau ba set trong trận chung kết. Chiến thắng này đánh dấu chức vô địch đầu tiên của Muguruza kể từ Tây & Nam mở rộng 2017.
Sau Monterrey, mùa giải sân đất nện của cô bắt đầu với Play-off Fed Cup World Group II, nơi Tây Ban Nha phải đối mặt với Paraguay. Trong trận đấu đầu tiên của mình, Muguruza đối mặt với số 334 thế giới Montserrat González và chiến thắng trong ba set và giữ một điểm trận đấu, nhưng bị buộc phải trở thành người quyết định của trận đấu. Trận đấu đơn tiếp theo của Muguruza là trận đấu với Verónica Cepede Royg, trận đấu mà cô đã giành chiến thắng. Chiến thắng đảm bảo Tây Ban Nha sẽ ở lại World Group II mùa tới. Giải đấu tiếp theo của cô là Stuttgart, nơi cô là hạt giống số 2. Trong trận đấu đầu tiên với Anastasia Pavlyuchenkova, Muguruza đã bỏ cuộc sau set đầu tiên vì chấn thương lưng. Sau đó, cô thi đấu ở Madrid, nơi cô thua ở vòng ba trước Daria Kasatkina. Tại Rome, Muguruza đã vượt qua vòng đầu tiên và ở vòng thứ hai, cô đã thua Daria Gavrilova.
Tại Pháp Mở rộng, cô đã đánh bại Svetlana Kuznetsova, Fiona Ferro, Sam Stosur, Lesia Tsurenko và Maria Sharapova để vào bán kết, nơi cô đã thua Simona Halep.
Muguruza bắt đầu mùa giải trên sân cỏ với tư cách hạt giống hàng đầu ở Birmingham, nơi cô thua ở vòng hai trước Barbora Strýcová.
Tại Wimbledon, đương kim vô địch Muguruza đã bị loại ngay ở vòng 1 trước tay vợt số 47 thế giới người Bỉ Alison Van Uytvanck.

### 2019: Tiếp tục thi đấu
Vào ngày 15 tháng 8 năm 2018, ban tổ chức Hopman Cup đã thông báo rằng Muguruza sẽ đại diện cho Tây Ban Nha tại mùa giải 2019 cùng với David Ferrer. Trong lần xuất hiện đầu tiên tại giải đấu, cô đã thua Angelique Kerber của Đức sau ba set.
Tại Pháp Mở rộng, Muguruza đã làm buồn lòng Elina Svitolina, hạt giống số 9, để lọt vào vòng thứ sáu liên tiếp của cô. Tuy nhiên, sau đó cô đã thua Sloane Stephens.
Muguruza tiếp tục.tại các giải đấu lớn sẽ tiếp tục tại Wimbledon, thua Beatriz Haddad Maia ở vòng đầu tiên. Sau trận thua, Muguruza chia tay với huấn luyện viên Sam Sumyk.

### 2020: Chung kết Úc Mở rộng
Muguruza bắt đầu mùa giải 2020 khi vào bán kết ở Thâm Quyến, nơi cô thua Nikolina Alexandrova. Cô trở lại Úc Mở rộng, cô lần lượt đánh bại hạt giống số 5 Elina Svitolina, hạt giống số 4 Simona Halep và hạt giống số 9 Kiki Bertens để vào chung kết Grand Slam lần thứ tư trong sự nghiệp của cô. Tại đây Muguruza sẽ đối đầu với tay vợt người Mỹ Sofia Kenin. Và ở trận chung kết, Muguruza bị tay vợt 21 tuổi người Mỹ Sofia Kenin đánh bại với tỉ số các set lần lượt là 6-4 2-6 2-6.

## Phong cách thi đấu

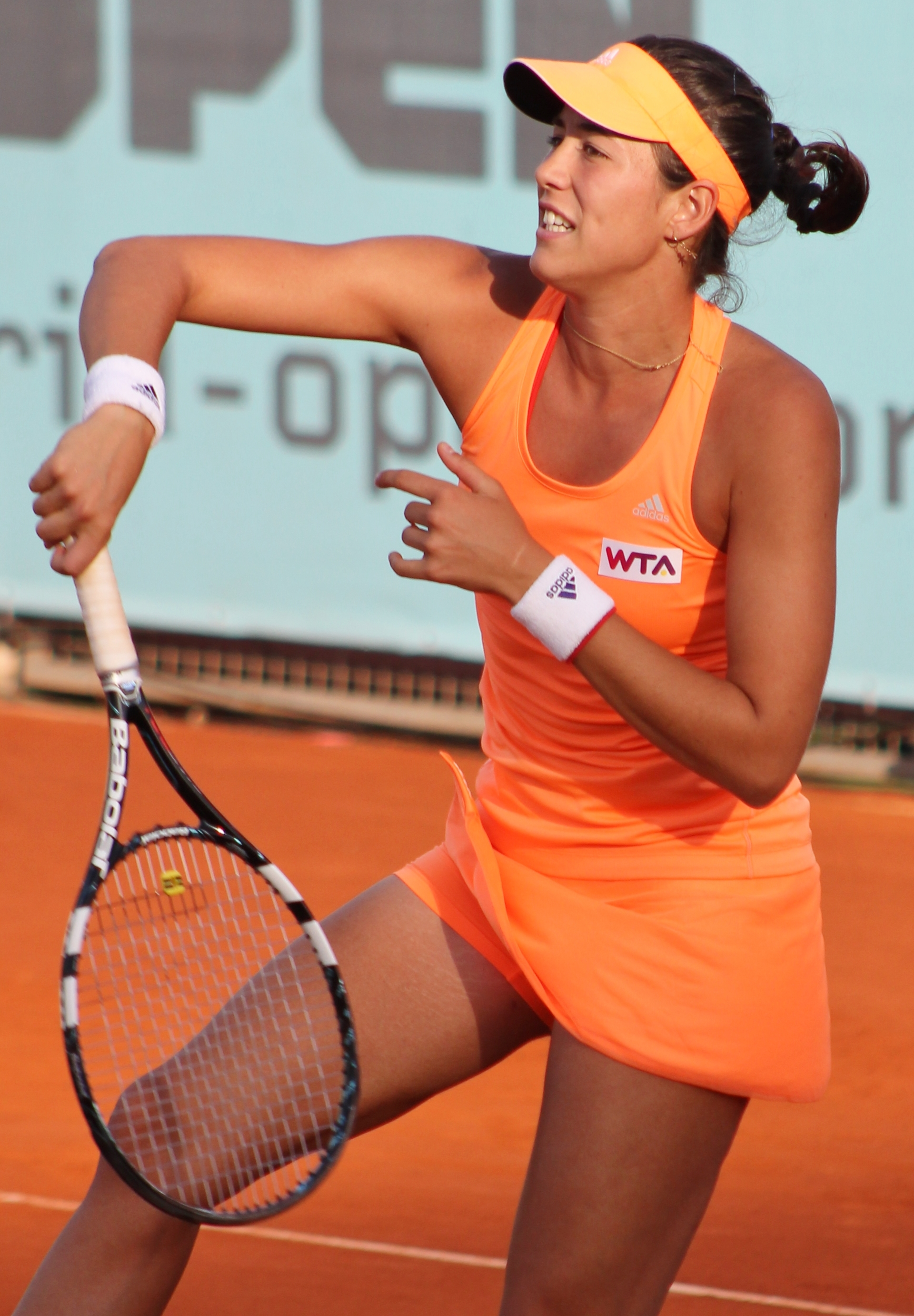
Muguruza thi đấu tại Madrid Open 2014.

Muguruza được biết đến với những cú chạm bóng mạnh mẽ từ cả hai phía. Nó cho phép cô đỡ được các cú đánh từ đối phương. Cô cũng sở hữu cú giao bóng có khả năng đạt tốc độ lên đến 113 dặm/giờ (182 km/giờ). Tay vợt Agnieszka Radwańska mô tả phong cách chơi của Muguruza là "rất bùng nổ, đặc biệt là từ mỗi cú đánh. Vì vậy, thuận tay, giao bóng, mọi thứ đến với bạn quá nhanh."
Khả năng di chuyển hiệu quả trên sân đất nện cũng giúp cô được chú ý vì khả năng thi đấu trên sân đất nện rất tốt, do đó cô đã lọt vào ba trận tứ kết liên tiếp tại Roland Garros từ 2014 đến 2016. Bản thân Muguruza đã nói rằng "sân đất nện là lãnh thổ của cô", khi cô cảm thấy thoải mái nhất khi thi đấu trên mặt sân này. Tuy nhiên, phong cách chơi của cô mang lại rất nhiều rủi ro, dễ khiến cô mắc lỗi đơn và lỗi kép trong bất kỳ trận đấu nào và cô thường thua trước những tay vợt xếp hạng dưới cô.

## Thống kê sự nghiệp

### Chung kết giải đấu Grand Slam

#### Đơn: 4 (2 danh hiệu, 2 á quân)
| Kết quả | Năm  | Giải đấu        | Mặt sân | Đối thủ         | Tỷ số       |
| ------- | ---- | --------------- | ------- | --------------- | ----------- |
| Á quân  | 2015 | Wimbledon       | Cỏ      | Serena Williams | 4–6, 4–6    |
| Vô địch | 2016 | French Open     | Đất nện | Serena Williams | 7–5, 6–4    |
| Vô địch | 2017 | Wimbledon       | Cỏ      | Venus Williams  | 7–5, 6–0    |
| Á quân  | 2020 | Australian Open | Cứng    | Sofia Kenin     | 6-4 2-6 2-6 |

### Bảng tống kết
| VĐ | CK | BK | TK | V# | RR | Q# | A | NH |

| Giải đấu        | 2012 | 2013 | 2014 | 2015 | 2016 | 2017 | 2018 | 2019 | 2020 | TL     | Thắng-Thua | Thắng % |
| --------------- | ---- | ---- | ---- | ---- | ---- | ---- | ---- | ---- | ---- | ------ | ---------- | ------- |
| Australian Open | A    | V2   | V4   | V4   | V3   | TK   | V2   | V4   | CK   | 0 / 8  | 23–8       | 74%     |
| French Open     | VL   | V2   | TK   | TK   | VĐ   | V4   | BK   | V4   | V3   | 1 / 8  | 29–7       | 82%     |
| Wimbledon       | VL   | V2   | V1   | CK   | V2   | VĐ   | V2   | V1   | NH   | 1 / 7  | 16–6       | 73%     |
| US Open         | V1   | A    | V1   | V2   | V2   | V4   | V2   | V1   | V2   | 0 / 8  | 7–8        | 47%     |
| Thắng–Thua      | 0–1  | 3–3  | 7–4  | 14–4 | 11–3 | 17–3 | 8–4  | 6–4  | 7–2  | 2 / 30 | 73–28      | 72%     |

## Thành tích
- Các kỷ lục này đạt được trong Kỷ nguyên Mở của quần vợt.

| Giải đấu     | Năm  | Kỷ lục đạt được                                             | Nội dung |
| Pháp Mở rộng | 2016 | Đánh bại cả Serena và Venus Williams ở chung kết Grand Slam | Đơn      |
| Wimbledon    | 2017 | Đánh bại cả Serena và Venus Williams ở chung kết Grand Slam | Đơn      |